# Casal Selvagem
Man, Woman, Wild (Casal Selvagem) é uma série de sobrevivência norte-americana que foi ao ar no canal Discovery Channel, no dia 10 de julho de 2010; estrelando Mykel Hawke, ex-especialista em sobrevivência, e sua esposa jornalista, Ruth England, onde passam quatro dias, com apenas alguns suprimentos, nos locais mais inóspitos do planeta. Com exceção de que houve dois locais onde o casal pediu ajuda a equipe de filmagem. O primeiro foi no deserto do México, onde Ruth sofreu sintomas de exaustão ao calor e desidratação. O segundo foi no Alasca, onde o casal foi incapaz de fazer uma caminhada até uma pista de pouso, devido a exaustão por falta de comida e do frio. A segunda temporada de Casal Selvagem está sendo exibida no Discovery Channel. A série não foi renovada para a terceira temporada.

## Episódios

### Primeira temporada
1. México
2. Aitutaki
3. Amazônia
4. Tasmânia
5. Botsuana
6. Louisiana
7. Alasca
8. Utah
9. Tennessee
10. Dominica

### Segunda temporada
1. Perdidos no Mar
2. Louisiana
3. Floresta Amazônica
4. Ilha Deserta Bahamas
5. Montserat
6. Ilha Deserta
7. Califórnia
8. Perto de Juneau, Alasca
9. Alasca
10. Kentucky
11. Carvenas e montanhas da Croácia
12. Terras altas da Escócia